# Les Phrygiens ou la Rançon d'Hector
Les Phrygiens ou la Rançon d'Hector est une tragédie grecque fragmentaire d'Eschyle de date inconnue. Elle fait partie de l'Achilléide d'Eschyle, une trilogie ou tétralogie comprenant également Les Myrmidons et Les Néréides.

## Sujet

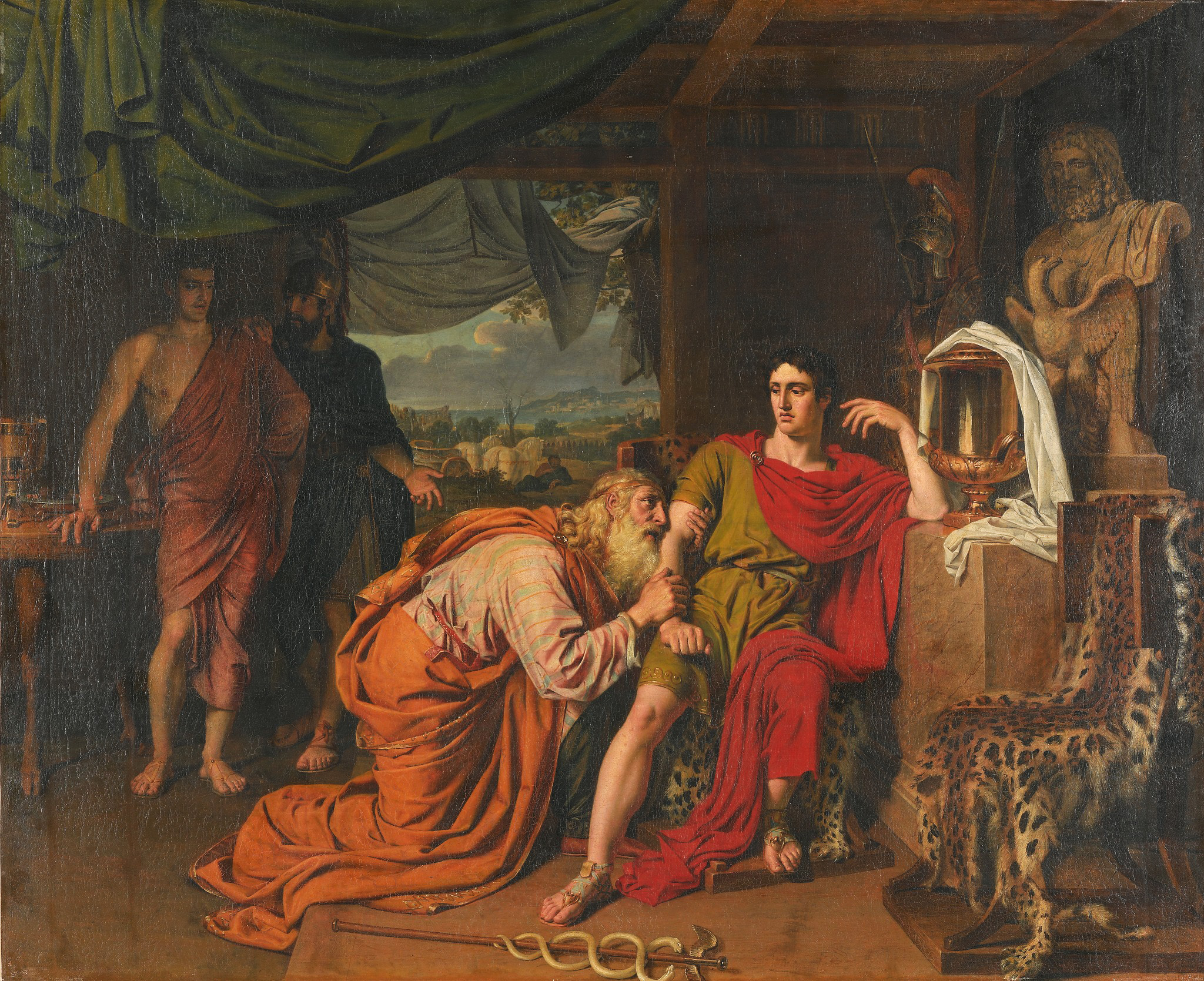
Priam suppliant Achille de lui rendre le corps d'Hector (Alexandre Ivanov)

Cette pièce est la dernière de l'Achilléide d'Eschyle et correspond au livre 24 de l'Iliade. La pièce se déroule dans la tente d'Achille, Priam lui rend visite pour réclamer le corps d'Hector contre une rançon

### Personnages
- Achille
- Hermès
- Priam
- possiblement Andromaque (peu probable, son nom semble seulement mentionné[2])

### Résumé
Tout comme Les Myrmidons, la pièce semble débuter avec Achille silencieux. Il y est représenté sur un tabouret, veillant le corps de Patrocle,. Hermès vient le voir pour lui dire de rendre le corps d'Hector à son père Priam. Après une discussion, le dieu se retire. Entre alors un chœur de Troyens suivit de Priam, roi de Troie et père d'Hector. Aristophane décrit les danses dynamiques du chœur de phrygiens (troyens) qui entrent avec Priam dans la tente d'Achille. Priam apporte la rançon à payer en échange du corps de son fils et une balance gigantesque est amenée sur scène et la rançon semble être le poids du corps d'Hector en or. Les échanges entre Achille et Priam ne sont pas connus, le nom d'Andromaque est mentionné, mais sa présence n'est pas avérée.

## Rôle de la pièce dans les arts
La description faite par la pièce du paiement de la rançon d'Hector a servi d'inspiration pour des illustrations (peintures, gravures et mosaïques) plus récentes. Les scènes représentant Achille assis ou sur un tabouret plutôt que sur un lit de banquet seraient inspirées de la pièce. Un exemple est visible dans l'article 15314 du Lexicon Iconographicum Mythologiae Classicae ou la position d'Achille et l'immense balance sont probablement inspirées de la pièce,.